# Abitur in Baden-Württemberg

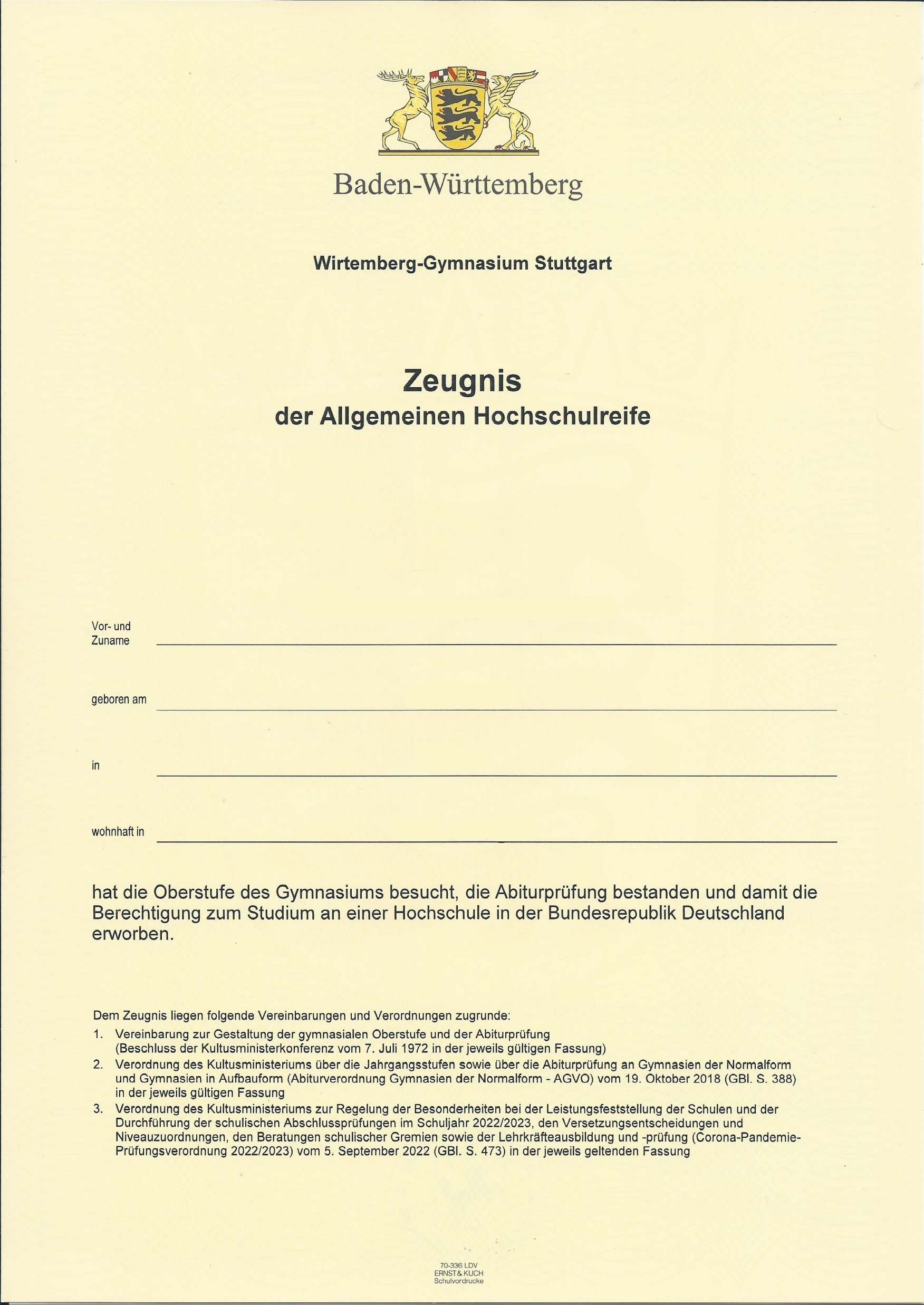
Vorderseite eines baden-württembergischen Abiturzeugnisses

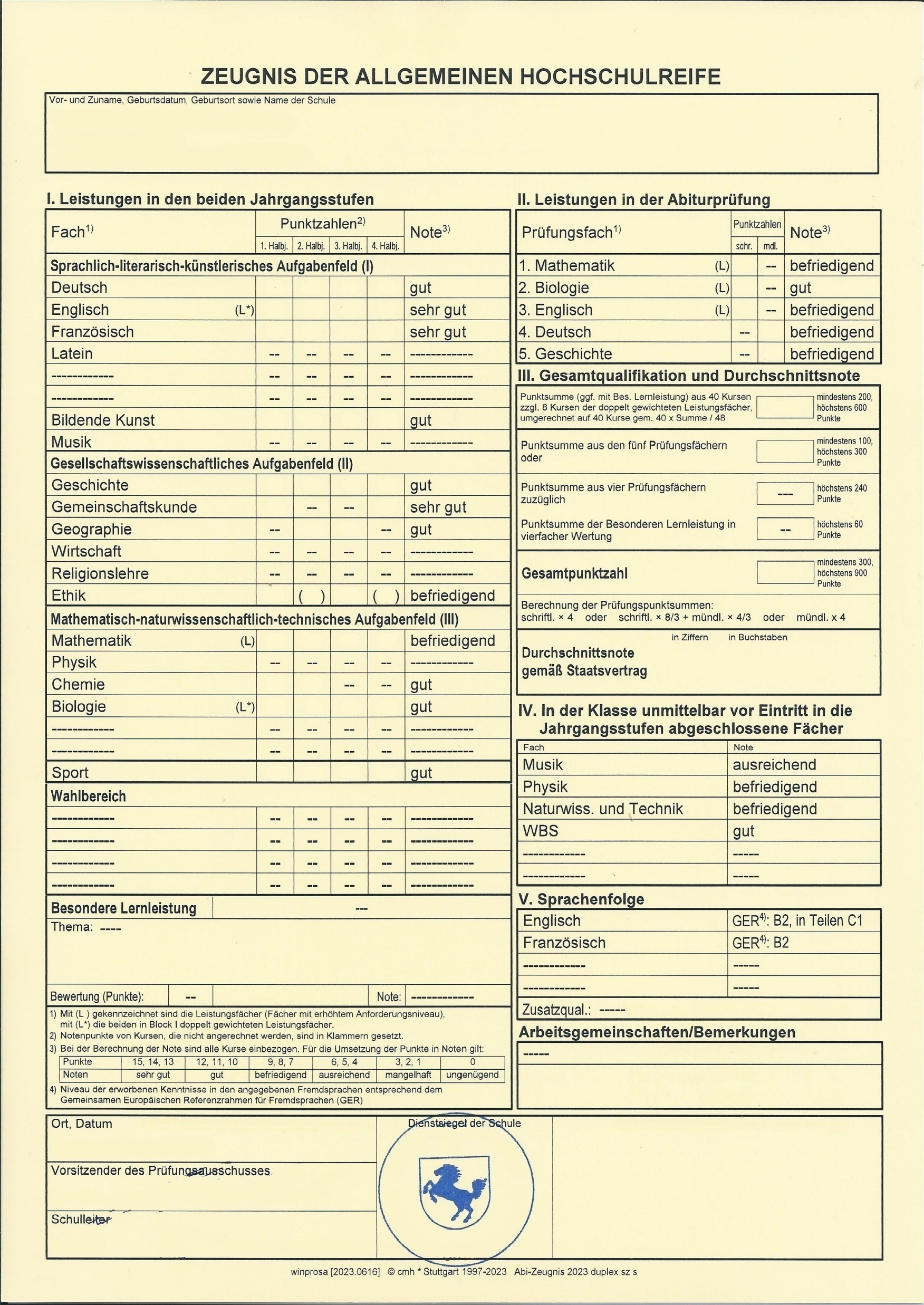
Rückseite eines baden-württembergischen Abiturzeugnisses

Das Abitur in Baden-Württemberg wird durch den erfolgreichen Abschluss der gymnasialen Oberstufe (Jahrgangsstufen 11 bis 13 im allgemeinbildenden neunjährigen Gymnasium oder der Beruflichen Gymnasien (G9) bzw. Jahrgangsstufen 10 bis 12 im achtjährigen Gymnasium (G8)) sowie der Abiturprüfung erlangt. Beides bleibt im Land möglich. Das erste Jahr der gymnasialen Oberstufe ist die Einführungsphase, welche noch keinen Einfluss auf die Abiturnote hat. An diese schließt sich die zweijährige Qualifikationsphase (auch Kursstufe genannt) an, in welcher die Schüler auf die Abiturprüfungen vorbereitet werden.

## Geschichte
Nach der historischen Zäsur im Jahr 1972 durch die Einführung der reformierten Oberstufe führte Baden-Württemberg 2002 die Neue Gymnasiale Oberstufe ein, die auch als Kursstufe bezeichnet wird. Das bisherige System von Grund- und Leistungskursen wurde abgeschafft, die Wahlmöglichkeiten für die Schüler ebenso eingeschränkt wie die Möglichkeiten zur Schwerpunktsetzung in den Fächern Mathematik, Deutsch und den Fremdsprachen. Diese mussten von allen Schülern vierstündig belegt werden und waren obligatorischer Bestandteil der Abiturprüfung.
Nachdem sich die Kultusministerkonferenz (KMK) 2016 auf maximal vier Fächer auf erhöhtem Leistungsniveau geeinigt hatte, wurden ab dem Schuljahr 2019/20 (für den Abiturjahrgang 2021) wieder wie vor 2002 Leistungskurse eingeführt.

## Aufbau des Kurssystems
Die Kurswahl findet während der Einführungsphase statt, wobei folgende Leistungs- und Basisfächer zu belegen sind:
- Fünfstündig zu belegen sind drei Leistungsfächer.
- Dreistündig sind Sprachen und Naturwissenschaften zu belegen, wobei deren Kombination von der Wahl der fünfstündigen Fächer abhängt. Zur Wahl der Fächer (und später auch der Prüfungsfächer) ist die Einteilung in Aufgabenbereiche wichtig.
- Zweistündig sind die gesellschaftswissenschaftlichen Fächer, Sport, Bildende Kunst und Musik zu belegen. Die Fächer Gemeinschaftskunde und Geographie werden jeweils nur in zwei Halbjahren angeboten (Gemeinschaftskunde im ersten und vierten Halbjahr, Geographie im zweiten und dritten Halbjahr). Wird Wirtschaft als Leistungsfach belegt, so muss Gemeinschaftskunde nur im ersten und Geographie nur im dritten Halbjahr besucht werden.[2]

### Aufgabenfelder
Die Fächer werden drei Aufgabenfeldern zugeordnet:
| Aufgabenfeld | Aufgabenfeld                                   | Pflichtbereich | Wahlbereich |
| ------------ | ---------------------------------------------- | --- | --- |
| I            | sprachlich- literarisch- künstlerisch          | Deutsch Spätestens in Klasse 8 begonnene Fremdsprachen: Englisch, Französisch, Latein, Griechisch, Russisch, Spanisch, Italienisch, Portugiesisch, Chinesisch* Musik, Bildende Kunst | Spätestens in Klasse 11 begonnene Fremdsprachen: Französisch, Latein, Griechisch, Russisch, Hebräisch, Italienisch, Spanisch, Portugiesisch, Chinesisch, Japanisch, Türkisch Vertiefungskurs Sprache, Literatur, Literatur und Theater |
| II           | gesellschafts- wissenschaftlich                | Geschichte, Erdkunde, Gemeinschaftskunde, Religionslehre/Ethik, Wirtschaft | Philosophie, Psychologie (können je nach Themenschwerpunkt auch dem ersten Aufgabenfeld zugeordnet werden) |
| III          | mathematisch- naturwissenschaftlich- technisch | Mathematik, Physik, Chemie, Biologie, Informatik*, NwT* | Astronomie, Darstellende Geometrie, Problemlösen mit einem Computer-Algebra-System, Geologie, Informatik, Vertiefungskurs Mathematik                                                                                                   |
|              | ohne Zuordnung                                 | Sport | Besondere Lernleistung (z. B. Seminarkurs) |

* Angebot im Rahmen eines Schulversuches

### Fünfstündige Fächer
In den vier Halbjahren der Kursstufe müssen im Umfang von je fünf Wochenstunden drei Leistungsfächer aus dem Pflichtbereich belegt werden. Zwei der drei Leistungsfächer sind die Fächer Deutsch, Mathematik, eine Fremdsprache (spätestens ab Klasse 8 begonnen) oder eine Naturwissenschaft.
Die drei Leistungsfächer werden schriftlich geprüft.
Die Fächer Religionslehre und Ethik dürfen nur als Leistungsfach belegt werden, wenn das Fach bereits in Klasse 10 in einem Umfang von mindestens einem Halbjahr belegt wurde.

### Dreistündige Fächer
Folgende Basisfächer müssen in allen vier Halbjahren dreistündig bzw. zweistündig belegt werden, soweit sie nicht als Leistungsfach belegt wurden:
- Deutsch
- Mathematik
- eine Fremdsprache (spätestens ab Klasse 8 belegt)
- eine Naturwissenschaft (aus Biologie, Chemie, Physik)
- eine weitere Fremdsprache (spätestens ab Klasse 8 belegt) oder eine weitere Naturwissenschaft (aus Biologie, Chemie, Physik)
- Geschichte
- Musik oder Bildende Kunst
- Religionslehre oder Ethik
- Sport

Es können auch freiwillig mehr Kurse belegt werden.
Weist ein Schüler durch ein ärztliches Attest nach, dass er nicht am Sportunterricht teilnehmen kann, muss er stattdessen ein weiteres Basisfach wählen, wobei gleichgültig ist ob aus dem Pflicht- oder Wahlbereich.
Im Schnitt muss die Stundenbelastung durch Kurse und Arbeitsgemeinschaften bei mindestens 32 Wochenstunden pro Halbjahr liegen. Die Stundenbelastung pro Woche liegt im bundesdeutschen Durchschnitt.

## Leistungsbewertung im Punktesystem
In der gymnasialen Oberstufe werden die Zensuren der Sekundarstufe I (sehr gut, gut und so weiter) durch ein Punktesystem abgelöst, um Leistungen differenzierter bewerten zu können. Bei weniger als 5 Punkten gilt ein Kurs als unterbelegt, bei 0 Punkten als nicht besucht (Belegpflicht nicht erfüllt).
| Punkte | Note in Worten      | Note (mit Tendenz) | Rohpunkte | Notendefinition | Bemerkung |
| ------ | ------------------- | ------------------ | --------- | --- | --- |
| 15     | sehr gut            | 1+                 | 95 %      | Die Leistungen entsprechen den Anforderungen in besonderem Maße. | |
| 14     | sehr gut            | 10                 | 90 %      | Die Leistungen entsprechen den Anforderungen in besonderem Maße. | |
| 13     | sehr gut            | 1−                 | 85 %      | Die Leistungen entsprechen den Anforderungen in besonderem Maße. | |
| 12     | gut                 | 2+                 | 80 %      | Die Leistungen entsprechen den Anforderungen voll. | |
| 11     | gut                 | 20                 | 75 %      | Die Leistungen entsprechen den Anforderungen voll. | |
| 10     | gut                 | 2−                 | 70 %      | Die Leistungen entsprechen den Anforderungen voll. | |
| 9      | befriedigend        | 3+                 | 65 %      | Die Leistungen entsprechen den Anforderungen im Allgemeinen. | |
| 8      | befriedigend        | 30                 | 60 %      | Die Leistungen entsprechen den Anforderungen im Allgemeinen. | |
| 7      | befriedigend        | 3−                 | 55 %      | Die Leistungen entsprechen den Anforderungen im Allgemeinen. | |
| 6      | ausreichend         | 4+                 | 50 %      | Die Leistungen weisen zwar Mängel auf, entsprechen aber im Ganzen noch den Anforderungen.                                                                                                | |
| 5      | ausreichend         | 40                 | 45 %      | Die Leistungen weisen zwar Mängel auf, entsprechen aber im Ganzen noch den Anforderungen.                                                                                                | |
| 4      | schwach ausreichend | 4−                 | 40 %      | Die Leistungen weisen Mängel auf und entsprechen den Anforderungen nur noch mit Einschränkungen.                                                                                         | defizitärer Bereich |
| 3      | mangelhaft          | 5+                 | 33 %      | Die Leistungen entsprechen den Anforderungen nicht, lassen jedoch erkennen, dass die notwendigen Grundkenntnisse vorhanden sind und die Mängel in absehbarer Zeit behoben werden können. | defizitärer Bereich |
| 2      | mangelhaft          | 50                 | 27 %      | Die Leistungen entsprechen den Anforderungen nicht, lassen jedoch erkennen, dass die notwendigen Grundkenntnisse vorhanden sind und die Mängel in absehbarer Zeit behoben werden können. | defizitärer Bereich |
| 1      | mangelhaft          | 5−                 | 20 %      | Die Leistungen entsprechen den Anforderungen nicht, lassen jedoch erkennen, dass die notwendigen Grundkenntnisse vorhanden sind und die Mängel in absehbarer Zeit behoben werden können. | defizitärer Bereich |
| 0      | ungenügend          | 60                 | 0 %       | Die Leistungen entsprechen den Anforderungen nicht und selbst die Grundkenntnisse sind so lückenhaft, dass die Mängel in absehbarer Zeit nicht behoben werden können.                    | Wird ein einziges Prüfungsfach mit null Notenpunkten bewertet, gilt der gesamte Prüfungsteil bereits als nicht bestanden. |

Quelle: 

### Klausuren und andere Leistungsnachweise
In den Leistungsfächern müssen die Schüler in den ersten drei Halbjahren jeweils mindestens je zwei Klausuren, im vierten Halbjahr mindestens je eine Klausur schreiben. Im Leistungsfach Sport sind in den ersten beiden Halbjahren zusammen mindestens drei  Klausuren (darunter pro Halbjahr mindestens eine Klausur) und im dritten und vierten Halbjahr jeweils mindestens eine Klausur zu schreiben.
In den Basisfächern (außer im Fach Sport) ist in jedem Halbjahr mindestens eine Klausur pro Fach zu schreiben.
Über die Klausuren hinaus sind insgesamt drei Leistungsnachweise anderer Form zu erbringen. Sie werden als Gleichwertige Feststellung von Schülerleistungen (GFS) bezeichnet. Dazu können zum Beispiel Referate oder Schülerexperimente geleistet werden. Sie zählen im Ergebnis wie eine Klausur und müssen daher in den Anforderungen vergleichbar sein. Die Leistungen müssen innerhalb der ersten drei Schulhalbjahre der Kursstufe erbracht werden. Die Fächer, in denen diese Leistungsnachweise erbracht werden, können frei gewählt werden. Eine freiwillige zusätzliche GFS kann erbracht werden. Die Wahl des Faches, in welchem die zusätzliche Leistung erfolgen soll, hat bis zum Eintritt in das vierte Schulhalbjahr der Kursstufe zu erfolgen.
Bei der Leistungsbewertung der Fächer Musik und Sport können auf Antrag des Schülers auch Leistungen in Wettbewerben berücksichtigt werden.

## Abiturprüfung
Im letzten Halbjahr findet die Abiturprüfung statt, in der fünf Fächer geprüft werden, davon drei schriftlich und zwei mündlich.

### Schriftliche Prüfungen und etwaige zusätzliche mündliche Prüfung
Schriftliche Prüfungen sind in den drei Leistungsfächern abzulegen. Die Prüfungszeit beträgt je nach Fach drei bis fünfeinhalb Stunden.
Die Aufgaben des schriftlichen Abiturs werden zentral erstellt. Hierzu beauftragt das Kultusministerium ausgewählte Lehrer, Abituraufgaben zu erstellen. Aus diesen Vorschlägen werden einige ausgewählt und daraus einheitliche Prüfungsaufgaben für alle Schüler des Landes erstellt. Dieses Verfahren bedingt, dass die Prüfungen gleichzeitig stattfinden.
Die schriftliche Prüfung in den Fächern Bildende Kunst, Musik und Sport besteht aus einem schriftlichen und einem fachpraktischen Teil, die gleich gewichtet werden. Der fachpraktische Teil muss vor der Bekanntgabe der Ergebnisse der schriftlichen Prüfung abgeschlossen sein.

#### Kommunikationsprüfung
Die Kommunikationsprüfung ist seit 2014 an allgemein bildenden Gymnasien und seit 2013 an beruflichen Gymnasien verpflichtender Bestandteil in den modernen Fremdsprachen. Bei der Kommunikationsprüfung werden Sprechen, Hörverstehen und kulturelle Kompetenz geprüft. Die Prüfung dauert etwa 15 Minuten. Die Schüler werden einzeln oder zu zweit („Tandem-Prüfung“) geprüft. Der schriftliche Teil der baden-württembergischen Abiturprüfung in den modernen Fremdsprachen wurde mit der Einführung der Kommunikationsprüfung von 270 Minuten auf 180 Minuten verkürzt. Die Note des schriftlichen Teils der Prüfung wird mit {\displaystyle {\tfrac {2}{3}}} multipliziert und die Note der Kommunikationsprüfung mit {\displaystyle {\tfrac {1}{3}}}. Die sich daraus ergebenden Punktzahlen werden addiert. Die Kommunikationsprüfung muss vor der Mitteilung über die Ergebnisse der schriftlichen Abiturprüfung erfolgen. Unabhängig von der verpflichtenden Kommunikationsprüfung wurde die Möglichkeit erhalten, nach der Bekanntgabe der schriftlichen Prüfungsergebnisse auch in den modernen Fremdsprachen eine mündliche Zusatzprüfung abzulegen.

#### Korrektur
Die Korrektur erfolgt dreistufig: Der Erstkorrektor ist der jeweilige Fachlehrer, für den bei jeder Klausur der Name des entsprechenden Schülers offen liegt. Anschließend wird der Name der Schüler von den Prüfungsbögen abgetrennt (die Klausur wird über eine eindeutige Nummer identifiziert) und der Zweitkorrektor, ein Fachlehrer einer anderen Schule, bekommt die Klausuren zur Korrektur. Diesem sind weder die Note des Erstkorrektors noch der Name des Schülers bekannt, um ein Höchstmaß an Neutralität zu gewährleisten. Anschließend erhält der Endbeurteiler die Klausuren sowie die Ergebnisse der Erst- und Zweitkorrektur. Er entscheidet endgültig über die Note, ist aber bei einer nicht mehr als zwei Punkte betragenden Abweichung der Erst- und Zweitkorrektur verpflichtet, das arithmetische Mittel dieser beiden Korrekturen als Endnote festzulegen (bei Zwischennoten wird die bessere Note vergeben). Bei einer größeren Abweichung korrigiert er selbst ein drittes Mal, muss dabei jedoch in der Regel den von Erst- und Zweitkorrektur vorgegebenen „Notenkorridor“ einhalten.
In Ausnahmefällen kann der Endbeurteiler eine Endnote festlegen, die von den Noten seiner Vorgänger abweicht. Um eine derartige Abweichung zu rechtfertigen, muss er eine schriftliche Stellungnahme abfassen und erläutern, dass bei Erst- und Zweitkorrektor grundlegend falsch korrigiert worden ist.
Ob dem Endbeurteiler die Namen der Prüflinge sowie des Erst- und des Zweitkorrektors bekannt sind, wird je nach Regierungsbezirk unterschiedlich gehandhabt. So ist das Verfahren im Regierungsbezirk Stuttgart vollständig anonymisiert; der Endbeurteiler kennt keine Namen. Demgegenüber sind im Regierungsbezirk Karlsruhe dem Endbeurteiler sowohl die Namen der Prüflinge als auch die des Erst- und Zweitkorrektors bekannt. Erst- und Zweitkorrektor können in Baden-Württemberg mittlerweile auf Antrag die Ergebnisse aller drei Korrekturen erfahren.

#### Zusätzliche mündliche Prüfung
Ab dem Abiturjahrgang 2007 ist keine zusätzliche mündliche Prüfung in einem der schriftlichen Fächer mehr vorgeschrieben, sie kann in diesen Fächern aber freiwillig gewählt bzw. vom Prüfungsvorsitzenden festgelegt werden. Die mit 60 Notenpunkten vierfach gewichtete Abiturprüfung teilt sich dann in mündliche Prüfung (ein Drittel) und schriftliche Prüfung (zwei Drittel) auf.
Die zusätzliche mündliche Prüfung dauert 20 Minuten. Die Prüfungsaufgaben werden aufgrund von Vorschlägen der Fachlehrkraft im Rahmen der Bildungs- und Lehrpläne für die Jahrgangsstufen gestellt. Der Prüfling erhält vor der Prüfung 20 Minuten Zeit zur Vorbereitung. Nach dem Prüfungsgespräch legen der Prüfer, der Vorsitzende und der Protokollant gemeinsam die Note fest und teilen sie auf Wunsch anschließend dem Prüfling mit.

### Mündliche Prüfungen
Religionslehre und Ethik dürfen nur als mündliches Prüfungsfach gewählt werden, wenn das Fach in Klasse 10 in einem Umfang von mindestens einem Halbjahr besucht wurde oder wenn zu Beginn des ersten Schulhalbjahres der Kursstufe in einer Überprüfung die notwendigen Fachkenntnisse der Fachlehrkraft nachgewiesen wurden.
Als mündliche Prüfungsfächer kommt jedes noch nicht schriftlich geprüfte Fach des Pflichtbereichs – zusätzlich freiwillig besuchte Fremdsprachen – in Frage, solange damit durch die Abiturprüfungsfächer alle drei Aufgabenfelder abgedeckt werden können. Die mündlichen Prüfungen dauern in der Regel etwa 20 Minuten. Die Schüler werden einzeln geprüft.
In beruflichen Gymnasien wird im fünften Prüfungsfach eine Präsentationsprüfung absolviert. Der Prüfling schlägt hierbei vier Themen vor, aus denen der Prüfungsvorsitzende eines auswählt. Nach Bekanntgabe des Themas hat der Prüfling etwa eine Woche Zeit, um eine Präsentation zu diesem Thema vorzubereiten. In der Prüfung präsentiert er sein Referat, für das er zehn Minuten Zeit hat. Danach werden nochmals zehn Minuten lang Fragen zum Referat, dem verwandten Sachgebiet und anderen im Unterricht behandelten Themen gestellt, was der gesamten Prüfung eine Länge von 20 Minuten verleiht.

### Besondere Lernleistung
Wahlweise kann auch eine besondere Lernleistung in die Abiturprüfung eingebracht werden. Dies kann ein Wettbewerb, der vom Land oder dem Bund gefördert wird, oder ein Seminarkurs sein.
An einem allgemein bildenden Gymnasium kann die Note der besonderen Lernleistung die fünfte mündliche Prüfung ersetzen, sie zählt dann vierfach im Abiturblock. An einem beruflichen Gymnasium kann die besondere Lernleistung auch eine schriftliche Abiturprüfung ersetzen.
Zu beachten ist dabei aber die Zuordnung der besonderen Lernleistung zu einem der drei Aufgabenfelder. Ein Wettbewerb kann abhängig vom Thema zu jedem der drei Aufgabenfelder gezählt werden. Beispielsweise wird ein Wettbewerb zum Thema Politik dem gesellschaftswissenschaftlichen Aufgabenfeld zugeordnet. Soll eine besondere Lernleistung eine Abiturprüfung ersetzen, müssen damit alle Aufgabenfelder abgedeckt sein.

#### Seminarkurs
Der Seminarkurs ist ein einjähriger Kurs des Wahlbereichs mit drei Wochenstunden. Er wird in den ersten zwei Halbjahren der Kursstufe angeboten. Über die inhaltliche Ausgestaltung des Seminarkurses entscheidet die Schule in einem vorgegebenen Rahmen. Der Seminarkurs soll eine intensive Einübung in studien- beziehungsweise arbeitsvorbereitende Arbeitsmethoden ermöglichen.
Der Schüler des Seminarkurses wählt selbstständig ein Thema innerhalb des übergreifenden Kursthemas aus, zu dem er eine Seminararbeit und eine Präsentation erarbeitet. Dies sollte in Gruppenarbeit erfolgen, da der Seminarkurs auch die soziale Kompetenz fördern soll.
Die Leistungsbewertung setzt sich zu gleichen Teilen zusammen aus:
1. den Noten des ersten und zweiten Halbjahres, die sich aus Zwischenpräsentationen des Themas, der Mitarbeit im Unterricht und dem Verhalten und der Mitarbeit innerhalb der Gruppe zusammensetzen,
2. der Note der schriftlichen Seminararbeit,
3. der Note für das abschließende bzw. im Anschluss an die Präsentation erfolgende Kolloquium

Der Seminarkurs kann als fünftes Prüfungsfach angerechnet werden lassen. Somit muss man keine mündliche Prüfung ablegen.

#### Wettbewerb
Ein Wettbewerb muss folgende Bedingungen erfüllen, um als besondere Lernleistung zu zählen: oberstufen- beziehungsweise abiturgerechtes Niveau, studienvorbereitende Arbeitsformen, fächerübergreifende Inhalte, schriftliche Dokumentation.
Der zeitliche Aufwand und methodische Ansätz müssen in etwa dem des Seminarkurses entsprechen, es muss eine Präsentation mit Kolloquium stattfinden, bei Gruppenarbeiten muss der Beitrag des einzelnen Schülers erkennbar sein und es darf keine anderweitige Anrechnung des Wettbewerbs in anderen Kursen stattfinden.

## Abiturnote
Die Verrechnung der Punkte aus den Halbjahren und dem Abitur erfolgt in einem System, das sich aus zwei Blöcken zusammensetzt.

### Erster Block
Im ersten Block finden sich die Leistungen aus den Kursen in den vier Halbjahren der Kursstufe. Darin müssen angerechnet werden:
1. die 12 Kurse in den Leistungsfächern, wobei die Ergebnisse von zwei Leistungsfächern doppelt gewichtet werden,
2. soweit sie nicht schon als Leistungsfach eingebracht wurden:
3. die vier Kurse in Deutsch
4. die vier Kurse in Mathematik
5. vier Kurse in einer Fremdsprache, welche jeweils mindestens Pflichtunterricht ab Klasse 8 voraussetzt,
6. vier Kurse in einer Naturwissenschaft,
7. vier weitere Kurse entweder in einer Naturwissenschaft oder in einer Fremdsprache, welche jeweils mindestens Pflichtunterricht ab Klasse 8 voraussetzt,
8. zwei Kurse in einem der Fächer Bildende Kunst oder Musik,
9. die vier Kurse in Geschichte,
10. die belegpflichtigen Kurse in Geographie und Gemeinschaftskunde,
11. soweit nicht unter Punkt 1. oder 2. berücksichtigt:
12. die Kurse in den mündlichen Prüfungsfächern.

Hinzu kommen weitere Kurse aus den hier nicht genannten Fächern, etwa Religion/Ethik, Sport oder den Wahlfächern. Insgesamt müssen mindestens 40 Kurse angerechnet werden. Es ist möglich, mehr Kurse anzurechnen, jedoch wird dann als Gesamtpunktzahl im ersten Block die durchschnittliche erreichte Punktzahl multipliziert mit 40 gezählt. Im letzteren Fall wird das Ergebnis mathematisch gerundet.
Schüler der Gemeinschaftsschule, welche in Klasse 11 Französisch oder Spanisch als Fremdsprache neu erlernt haben, müssen von der neu erlernten Fremdsprache mindestens zwei der vier belegten Kurse einbringen.
Im ersten Block können also maximal 600 Punkte erreicht werden (40 angerechnete Fächer × 15 Punkte). Um das Abitur zu bestehen, müssen im ersten Block mindestens 200 Punkte erreicht werden (entsprechend einem Durchschnitt von 5 Punkten bzw. 4,0).

### Zweiter Block
Im zweiten Block sind die Leistungen aus den Abiturprüfungen enthalten. Die in den drei schriftlichen Prüfungen und den zwei mündlichen Prüfungen erreichten Noten werden jeweils vierfach gezählt, wenn nur schriftlich beziehungsweise nur mündlich geprüft wurde. Wenn in einem Fach sowohl schriftlich als auch mündlich geprüft wurde, trägt das schriftliche Ergebnis ⅔, das mündliche Ergebnis ⅓ zur Gesamtnote bei, die vierfach in die Wertung eingeht.
Maximal können 300 Punkte erreicht werden, die mindestens zu erreichende Punktzahl beträgt 100 (entsprechend einem Durchschnitt von 4,0).

### Gesamtergebnis
Insgesamt sind also maximal 900 Punkte erreichbar. Um das Abitur zu bestehen, müssen vier Voraussetzungen erfüllt sein:
- In beiden Blöcken muss die jeweilige Mindestpunktzahl erreicht werden (200 Punkte im ersten Block, 100 Punkte im zweiten Block). Ein Übertragen fehlender Punkte aus anderen Blöcken ist nicht möglich. Entsprechend kann der Fall eintreten, dass Kandidaten mit insgesamt 300 oder mehr erreichten Punkten die Hochschulreife nicht anerkannt bekommen.
- In keinem belegpflichtigen Kurs dürfen 0 Punkte erreicht worden sein, da dann dieser Kurs als nicht besucht gilt.
- Höchstens acht der im ersten Block angerechneten Kurse dürfen „unterpunktet“ sein (das heißt mit weniger als fünf Punkten abgeschlossen worden sein), darunter maximal drei Kurse in Leistungsfächern.
- In drei der fünf Abiturprüfungen, darunter mindestens 2 Leistungsfächer, müssen mindestens 20 Punkte (in vierfacher Wertung) erreicht worden sein.
- In allen Abiturprüfungen müssen mindestens 1 Punkt (in vierfacher Wertung) erreicht worden sein.

### Umrechnung der Punkte auf eine Durchschnittsnote
Der Abiturschnitt (offiziell: Durchschnittsnote gemäß Staatsvertrag) wird anhand einer Tabelle ermittelt. Beispielsweise entsprechen 900 bis 823 Punkte der Durchschnittsnote 1,0; 822 bis 805 Punkte der Durchschnittsnote 1,1. Die Mindestpunktzahl von 300 Punkten entspricht der Durchschnittsnote 4,0.
Die Tabelle wurde nach folgendem Verfahren erstellt:
1. Sei der Punkteschnitt die Gesamtpunktzahl/60, also der gewichtete Durchschnitt.
2. Ein Punkteschnitt von 15 Punkten wird der Durchschnittsnote 0,666… zugeordnet. 0 Punkte werden der Durchschnittsnote 5,666… zugeordnet. Zwischen diesen beiden Eckwerten wird linear interpoliert, als Formel: {\displaystyle {\text{Note}}={17-{\text{Punkteschnitt}} \over 3}}.
3. Die so erhaltene Note wird nach der ersten Dezimale abgebrochen, also abgerundet.
4. Durchschnittsnoten besser als 1,0 werden zu 1,0 abgewertet. Ohne diesen Schritt wäre die beste erreichbare Abiturnote 0,6, welche theoretisch bei einem Punkteschnitt größer als 14,9 erreicht würde. Die Note 1,0 wird bei einem Punkteschnitt größer als 13,7 erreicht.

{\displaystyle {\text{Durchschnittsnote}}={\dfrac {17}{3}}-{\dfrac {\text{Gesamtpunktzahl}}{180}}}
| Gesamtpunktzahl | Durchschnittsnote |
| --------------- | ----------------- |
| 900–823         | 1,0               |
| 822–805         | 1,1               |
| 804–787         | 1,2               |
| 786–769         | 1,3               |
| 768–751         | 1,4               |
| 750–733         | 1,5               |
| 732–715         | 1,6               |
| 714–697         | 1,7               |
| 696–679         | 1,8               |
| 678–661         | 1,9               |
| 660–643         | 2,0               |
| 642–625         | 2,1               |
| 624–607         | 2,2               |
| 606–589         | 2,3               |
| 588–571         | 2,4               |
| 570–553         | 2,5               |

| Gesamtpunktzahl | Durchschnittsnote |
| --------------- | ----------------- |
| 552–535         | 2,6               |
| 534–517         | 2,7               |
| 516–499         | 2,8               |
| 498–481         | 2,9               |
| 480–463         | 3,0               |
| 462–445         | 3,1               |
| 444–427         | 3,2               |
| 426–409         | 3,3               |
| 408–391         | 3,4               |
| 390–373         | 3,5               |
| 372–355         | 3,6               |
| 354–337         | 3,7               |
| 336–319         | 3,8               |
| 318–301         | 3,9               |
| 300             | 4,0               |
| < 300           | nicht bestanden   |

## Einsicht in Prüfungsunterlagen
Prüflinge, bzw. bei minderjährigen Prüflingen deren Erziehungsberechtigte, haben gemäß Artikel II 6 der Verwaltungsvorschrift zum Datenschutz an öffentlichen Schulen das Recht, ihre korrigierten Prüfungen sowie die Protokolle der mündlichen Prüfungen unter Aufsicht einzusehen und sich auf eigene Kosten Kopien davon anzufertigen.